# Санаторний (Верхньопишминський міський округ)
Санато́рний (рос. Санаторный) — селище у складі Верхньопишминського міського округу Свердловської області.
Населення — 384 особи (2010, 197 у 2002).
Національний склад станом на 2002 рік: росіяни — 93 %.